# Niños envueltos (gastronomía)
Niños envueltos, o niños envueltos en carne, es un plato característico de la gastronomía de varios países de América Latina, en particular la argentina, chilena, dominicana y uruguaya, con influencia del yaprak de la gastronomía árabe.
Consiste en varias lonjas finas de carne vacuna que envuelven un relleno variable (miga de pan, queso) condimentado, cerrados con escarbadientes y cocinados en salsa (tomate, crema, etc.). Se considera un plato hijo de la cocina de la carencia, creado por la comunidad inmigrante italiana, o sirio-libanesa, que permite "estirar" la carne para que coman más personas.
Pese a su parecido, el plato no debe confundirse con los golabki (niños envueltos en polaco) o holupchi, arrollados de hojas de repollo rellenos de carne picada, de origen polaco, ni con las hojas de parra rellenas, característica de la gastronomía sirio-libanesa, aun cuando deriva de esta última comida.

## Origen
El plato se considera originado en el Argentina, creado por la comunidad italiana inmigrante a comienzos de siglo XX, que a su vez adaptó un plato de arrollados de carne picada en hojas de parra, tomado de la cocina árabe, judía o libanesa. El plato también pudo ser directamente creado por inmigrantes sirio-libaneses o judíos.

## Preparación
La forma de preparación es muy variable. En todos los casos se utilizan fetas delgadas de carne de vaca (lomo, nalga). En algunos casos el relleno se precocina antes de envolverlo en la carne, en forma de cilindro. Para el relleno se puede usar una gran variedad de ingredientes: queso, hongos, arroz, verduras, miga de pan, condimentos. El relleno se envuelve con las fetas de carne y se cierra con escarbadientes o atándolos con hilo. Una vez envueltos, se colocan en una olla y se cocinan en una salsa que puede contener cebollas, puerros, tomate, vino tinto y caldo, con un agregado final de crema de leche.